# ラグビーアメリカスノース
ラグビーアメリカスノース（RAN; 英語: Rugby Americas North）は、北米大陸及びカリブ諸国を管轄するラグビーユニオンの統括団体。ワールドラグビー傘下にある大陸連盟で、北米大陸及びカリブ諸国におけるラグビーユニオンの運営・管理・普及活動を行う。2001年以前には北アメリカ西インド諸島ラグビー協会（North America and West Indies Rugby Association）が存在し、2001年に北アメリカカリブ諸国ラグビー協会（North America Caribbean Rugby Association）を設立、2016年に現在のラグビーアメリカスノース（Rugby Americas North）へと名称変更した。

## 国際大会
- RANセブンズ
- RAN女子セブンズ
- RANラグビーチャンピオンシップ
- RAN女子ラグビーチャンピオンシップ

## 加盟団体
2017年11月現在 フルメンバーが13団体のとアソシエイトメンバーが3団体存在している
- バハマ（英語版）
- バルバドス（英語版）
- バミューダ諸島（英語版）
- イギリス領ヴァージン諸島（英語版）
- カナダ（英語版）
- ケイマン諸島（英語版）
- ドミニカ共和国（英語版） a
- フランス領ギアナ（英語版） a, b
- ガイアナ（英語版）
- ジャマイカ（英語版）
- マルティニーク（英語版） a, b
- メキシコ（英語版）
- セントルシア（英語版）
- セントビンセント・グレナディーン（英語版）
- トリニダード・トバゴ（英語版）
- アメリカ合衆国（英語版）

下記2団体は育成ステータスである（regional development status）
- キュラソー島（英語版）
- タークス・カイコス諸島（英語版）

下記2団体は加盟していない
- グアドループ（英語版） b
- セントクリストファー・ネイビス（英語版）

ノート:
^a ワールドラグビーに加盟していない
^b フランスラグビー連盟の地域組織として存在している